# Mayke
Mayke Rocha Oliveira (Carangola, Minas Gerais, Brasil, 10 de noviembre de 1992), conocido solo como Mayke, es un futbolista brasileño. Juega de lateral derecho y su equipo actual es el Santos de la Serie A de Brasil.

## Estadísticas
Actualizado al último partido disputado el 23 de agosto de 2020.
| Club | Div.          | Temporada     | Liga  | Liga  | Estatal | Estatal | Copas nacionales(1) | Copas nacionales(1) | Copas internacionales(2) | Copas internacionales(2) | Otras(3) | Otras(3) | Total | Total |
| Club | Div.          | Temporada     | Part. | Goles | Part.   | Goles   | Part.               | Goles               | Part.                    | Goles                    | Part.    | Goles    | Part. | Goles |
| --- | ------------- | ------------- | ----- | ----- | ------- | ------- | ------------------- | ------------------- | ------------------------ | ------------------------ | -------- | -------- | ----- | ----- |
| Cruzeiro · Brasil |               |               |       |       |         |         |                     |                     |                          |                          |          |          |       |       |
| 1.ª | 2013          | 22            | 2     | 5     | 0       | 2       | 0                   | -                   | -                        | -                        | -        | 29       | 2     |       |
| 1.ª | 2014          | 30            | 0     | 9     | 1       | 4       | 0                   | 2                   | 0                        | -                        | -        | 45       | 1     |       |
| 1.ª | 2015          | 17            | 0     | 9     | 0       | 1       | 0                   | 9                   | 0                        | -                        | -        | 36       | 0     |       |
| 1.ª | 2016          | 4             | 0     | 7     | 0       | 1       | 0                   | -                   | -                        | 1                        | 0        | 13       | 0     |       |
| 1.ª | 2017          | 0             | 0     | 9     | 0       | 2       | 0                   | 2                   | 0                        | 2                        | 0        | 15       | 0     |       |
| Total club | Total club    | 73            | 2     | 39    | 1       | 10      | 0                   | 13                  | 0                        | 3                        | 0        | 138      | 3     |       |
| Palmeiras · Brasil |               |               |       |       |         |         |                     |                     |                          |                          |          |          |       |       |
| 1.ª | 2017          | 26            | 1     | -     | -       | -       | -                   | 0                   | 0                        | -                        | -        | 26       | 1     |       |
| 1.ª | 2018          | 20            | 0     | 1     | 0       | 2       | 0                   | 9                   | 0                        | -                        | -        | 32       | 0     |       |
| 1.ª | 2019          | 6             | 0     | 10    | 0       | 2       | 1                   | 3                   | 0                        | -                        | -        | 21       | 1     |       |
| 1.ª | 2020          | 1             | 0     | 4     | 0       | 0       | 0                   | 0                   | 0                        | -                        | -        | 5        | 0     |       |
| Total club | Total club    | 53            | 1     | 15    | 0       | 4       | 1                   | 12                  | 0                        | 0                        | 0        | 84       | 2     |       |
| Total carrera | Total carrera | Total carrera | 126   | 3     | 54      | 1       | 14                  | 1                   | 25                       | 0                        | 3        | 0        | 222   | 5     |
| (1) Incluye datos de la Copa de Brasil (2) Incluye datos de la Copa Libertadores y la Copa Sudamericana (3) Incluye datos de la Primeira Liga de Brasil |               |               |       |       |         |         |                     |                     |                          |                          |          |          |       |       |

## Palmarés

### Títulos estatales
| Título              | Club      | Estado       | Año  |
| ------------------- | --------- | ------------ | ---- |
| Campeonato Mineiro  | Cruzeiro  | Minas Gerais | 2014 |
| Campeonato Paulista | Palmeiras | São Paulo    | 2020 |

### Títulos nacionales
| Título         | Club      | País   | Año  |
| -------------- | --------- | ------ | ---- |
| Serie A        | Cruzeiro  | Brasil | 2013 |
| Serie A        | Cruzeiro  | Brasil | 2014 |
| Serie A        | Palmeiras | Brasil | 2018 |
| Copa de Brasil | Palmeiras | Brasil | 2020 |
| Serie A        | Palmeiras | Brasil | 2022 |

### Títulos internacionales
| Título            | Club (*)        | País           | Año  |
| ----------------- | --------------- | -------------- | ---- |
| Copa Libertadores | S. E. Palmeiras | Río de Janeiro | 2020 |
| Copa Libertadores | S. E. Palmeiras | Montevideo     | 2021 |

(*) Incluyendo la selección.

### Distinciones individuales
| Distinción    | Año  |
| ------------- | ---- |
| Bola de Prata | 2013 |
| Bola de Prata | 2018 |
| Bola de Prata | 2023 |